# 章师明
章师明（1922年5月6日—2018年2月18日），男，安徽枞阳人，中华人民共和国政治人物。第六届全国政协常委。

## 生平
1947年同济大学机械系毕业。同年加入中国农工民主党，参加民主活动。1949年5月至10月，任济南铁路局蚌埠分局工务员。中华人民共和国成立后，1950年5月至8月，任南京市生产救灾委员会委员兼疏散转送处处长。后任南京市劳动局劳保科科长、副局长。1955年至1965年，任江苏省青年联合会副主席。1980年后，历任南京市政协副主席，南京市人大常委会副主任兼城市建设委员会主任，1983年，任农工民主党中央执行局副主任兼组织部长。
2018年2月18日在北京因病逝世，享年96岁。

## 家庭
父亲章伯钧。妹章诒学、章诒和。